# Esquirol pigmeu amazònic
L'esquirol pigmeu amazònic (Microsciurus flaviventer) és una espècie de rosegador de la família dels esciúrids. Viu al Brasil, Colòmbia, l'Equador i el Perú. No se sap gaire cosa sobre l'hàbitat i el comportament d'aquest esquirol. Es desconeix si hi ha cap amenaça significativa per a la supervivència d'aquesta espècie. El seu nom específic, flaviventer, significa ‘panxa groga’ en llatí.